# Beaumont Castle
Beaumont Castle ist eine abgegangene Burg im Dorf Mixbury in der englischen Grafschaft Oxfordshire.

## Geschichte
Beaumont Castle war vermutlich eine Motte oder ein Ringwerk. Die Burg ließ vermutlich Roger d'Ivry nach der normannischen Eroberung Englands errichten. Die Burg hieß vermutlich „Beaumont“ (dt.: „Schöner Berg“), weil sie auf einem natürlichen Felsvorsprung über einem örtlichen Wasserlauf erbaut wurde. Noch vor dem Jahr 1216 wurde die Burg wieder aufgegeben.
Private Ausgrabungen zweier Londoner Brüder in den Jahren 1954 und 1955 förderten Reste einer Folterkammer und eines unterirdischen Ganges zutage. Diese Entdeckungen werden aber von Fachleuten angezweifelt.